# If the Stars Had a Sound
If the Stars Had a Sound – brytyjski film dokumentalny z 2024 roku w reżyserii Antony’ego Crooka, poświęcony karierze muzycznej zespołu Mogwai. 

## Powstanie i premiera filmu
Film If the Stars Had a Sound nakręcił i wyreżyserował wieloletni współpracownik Mogwai, Antony Crook. Połączył w nim archiwalne materiały z początków działalności zespołu z połowy lat 90. z tworzeniem albumu As the Love Continues podczas pandemii COVID-19. Występy muzyczne na żywo przeplatane są dyskusjami fanów i muzyków. Na obszerną ścieżkę dźwiękową filmu złożyły się nowsze i starsze utwory Mogwai. Według Stuarta Braithwaite’a pierwotnie miał to być film krótkometrażowy o wyjeździe zespołu ze Szkocji do USA, aby na początku 2020 roku rozpocząć nagrywanie albumu, ale – jak zauważył – wszystko się zmieniło po wybuchu pandemii.
Tytuł filmu został zaczerpnięty z tekstu piosenki Mogwai, „Yes! I Am a Long Way from Home”: „If the stars had a sound, they would sound like this”, która otwiera jego debiutancki album, Young Team.
W styczniu 2024 roku opublikowany został zwiastun filmu. W marcu został on zaprezentowany na festiwalu South by Southwest w Austin w Stanach Zjednoczonych, 19 listopada miał premierę w kinach Wielkiej Brytanii i Irlandii, natomiast premierę amerykańską zaplanowano na 2025 rok, podczas amerykańskiej trasy koncertowej zespołu.
Film został nominowany do nagrody w kategorii: Best Documentary Feature na festiwalu Raindance. 

## Fabuła filmu
Film rozpoczyna się w momencie, gdy Mogwai przystępuje do nagrywania swojego ostatniego albumu, As the Love Continues, po czym akcja cofa się do późnych lat 90., aby pokazać, że już wtedy zespół tworzył swoje gitarowe pejzaże. W filmie pojawia się Alex Kapranos, który po raz pierwszy zaprezentował zespół na scenie w The 13th Note Café. Jeden ze zrealizowanych tam teledysków ukazuje nastoletniego Stuarta Braithwaite’a z długimi włosami, w błyszczącej koszuli, energicznie grającego na gitarze. Jedynie on jest obecny na ekranie, natomiast pozostali członkowie zespołu: Martin Bulloch, Dominic Aitchison i Barry Burns są tylko wymienieni przez Gordona. Po filmiku z występem zespołu następuje sekwencja z tłumem chasydzkich Żydów odprawiających rytuał z kurczakiem. Sam reżyser pojawia się bezimiennie na końcu filmu.
Stuart Braithwaite z Mogwai powiedział w komunikacie prasowym: „Jesteśmy niesamowicie podekscytowani, że ludzie będą mogli zobaczyć film Antony’ego If the Stars Had a Sound. (…) Zarówno my, jak i Antony wytrwaliśmy przy nagraniu i filmie przez cały okres pandemii, a film rozwijał się przez cały czas.(…). Myślę, że [reżyser] stworzył coś naprawdę wyjątkowego.

## Odbiór
| Recenzje        | Recenzje |
| Publikacja      | Ocena    |
| --------------- | -------- |
| The Guardian    | [ 6 ]    |
| The Independent | [ 8 ]    |

Phil Hoad z dziennika The Guardian ocenia, że If the Stars Had a Sound „jest w rzeczywistości czymś w rodzaju manifestu muzycznego, zwłaszcza gdy Mary Anne Hobbs chwali ich [Mogwai] za to, że pozostali konsekwentnie niezależni. Ponieważ Crook oferuje niewiele szczegółów na temat tego, jak to podejście działało dla Mogwai przez lata na poziomie ekonomicznym i osobistym, trudno jest ocenić jego wartość. Ale jeśli obecne zespoły mogą nie uznać ich przykładu za opłacalny w zmienionej branży, to dźwiękowy Sturm und Drang jest niezaprzeczalny”.
Mae Trumata z dziennika The Independent uważa, że If the Stars Had a Sound „to inspirujący film, który zachęca widzów do zwracania większej uwagi na ukryte perełki, które mogą znaleźć w swojej okolicy. To nie tylko list miłosny do fanów i długotrwałego sukcesu zespołu, to list miłosny do każdego undergroundowego artysty i przypomnienie o wielkich falach, które mogą tworzyć nawet w najmniejszych przestrzeniach”. Recenzentka podkreśla też, że album As the Love Continues, zrealizowany w trudnych czasach pandemii „to dowód ich [zespołu] długotrwałego sukcesu i pozytywnych konsekwencji pozostania wiernym swojej wizji”.